# ميكو فرنك
ميكو فرنك (بالفنلندية: Mikko Franck)‏ هو موزع فنلندي، ولد في 1 أبريل 1979 في هلسنكي في فنلندا.

## وصلات خارجية
- ميكو فرنك على موقع IMDb (الإنجليزية)
- ميكو فرنك على موقع ميوزك برينز (الإنجليزية)
- ميكو فرنك على موقع أول ميوزيك (الإنجليزية)
- ميكو فرنك على موقع ديسكوغز (الإنجليزية)